# Martin van Geneugden
Martin van Geneugden (Wiesnesmeer, 21 de enero de 1932 - Genk, 7 de julio de 2014) fue un ciclista belga que fue profesional entre 1953 y 1963, consiguiendo 41 victorias a lo largo de su carrera.
Antes, como amateur, consiguió el Campeonato de Bélgica el 1950, entre otros triunfos.

## Palmarés
- 1953
  - 1º en Winsterslag
  - 1º en la París-Valenciennes
  - 1º en el Critérium de Jameppe-sur-Meuse
  - 1º en el Critérium de Velaine-sur-Sambre
  - Vencedor de una etapa al Tour de Francia
- 1954
  - 1º en Houthalen
  - Vencedor de 2 carreras americanas
  - Vencedor de una etapa al Critèrium del Dauphiné Libéré
- 1955
  - 1º en Houthalen
  - 1º en Tongres
- 1956
  - 1º en Denderleeuw
  - 1º en Borgerhout
  - 1º en Zutendaal
- 1957
  - 1º en la Hoegaarden-Amberes-Hoegaarden
  - 1º en Tirlemont
  - 1º en el Critérium de Hanret
- 1958
  - 1º en el Circuito del Centro de Bélgica
  - 1º en el Gran Premio Fichtel y Sachs
  - 1º en Hasselt
  - 1º en Eisden
  - Vencedor de 2 etapas al Tour de Francia
- 1959
  - 1º en Hoepertingen
  - Vencedor de una cursa americana en Amberes
- 1960
  - 1º en el Circuito de Limburg
  - 1º en el Circuito de las regiones frutales
  - Vencedor de 2 etapas al Tour de Francia
- 1961
  - 1º en la  Tour de Limburgo
  - 1º en el Circuito de Limburg
  - 1º en el Circuito de las regiones frutales
  - Vencedor de una etapa a la Vuelta en Alemania
  - Vencedor de una etapa al Tour de Francia
- 1962
  - 1º en la A través de Bélgica y vencedor de una etapa
  - Vencedor de 3 etapas a la Vuelta en Alemania
  - Vencedor de una etapa al Tour de Romandía
- 1963
  - 1º en el Tour de Condroz
  - 1º en el Critérium de Eisden
  - Vencedor de una etapa al Giro de Cerdeña

### Resultados al Tour de Francia
- 1953. 34º de la clasificación general y vencedor de una etapa
- 1957. Abandona (16.ª etapa)
- 1958. 27º de la clasificación general y vencedor de 2 etapas
- 1959. 53.º de la clasificación general
- 1960. Abandona (19.ª etapa). Vencedor de 2 etapas
- 1961. 61.º de la clasificación general y vencedor de una etapa
- 1963. 56.º de la clasificación general

### Resultados al Giro de Italia
- 1959. Abandona (21.ª etapa)
- 1961. Abandona (6ª etapa)
- 1962. Abandona (14º etapa)

### Resultados a la Vuelta a España
- 1963.  46.º de la clasificación general